# Hylaeus nelumbonis
Hylaeus nelumbonis är en solitär biart som först beskrevs av Robertson 1890.  Den ingår i släktet citronbin och familjen korttungebin. Inga underarter finns listade i Catalogue of Life.

## Beskrivning
Arten är slank, svart och hårlös, med den främre delen av bakkroppen (hos honan hela den första tergiten [bakkroppsegmentet] och delar av den andra) rödbrun. Som de flesta citronbvin har arten en ansiktsmask: Hos hanen är hela ansiktet under antennerna gulaktigt, hos honan inskränker sig masken till två trianglar i höjd med antennerna. Vingarna är genomskinliga, men mörka i spetsen; ribborna är brunaktiga. Arten är liten; honan är 7 till 8 mm lång, hanen 6 mm. Den är nära släkt med Hylaeus schwarzii, men skiljs från denna genom sin rödbruna markering på främre delen av bakkroppen.

## Ekologi
Hylaeus nelumbonis, som flyger mellan mars och juli, är specialiserad på näckrosor och amerikansk lotus.

## Utbredning
Utbredningsområdet omfattar östra Nordamerika från södra Manitoba och södra Ontario i Kanada i norr, över Ohio, Illinois, South Carolina, Georgia och Louisiana till Florida i söder.